# Galaginae
Galaginae – podrodzina ssaków naczelnych z rodziny galagowatych (Galagidae).

## Rozmieszczenie geograficzne
Galaginae zamieszkują środkową i południową Afrykę. 

## Systematyka
Do podrodziny należą następujące występujące współcześnie rodzaje:
- Euoticus J.E. Gray, 1863 – igłoszpon
- Galagoides A. Smith, 1833 – galagonik
- Paragalago Masters, Génin, Couette, Groves, S.D. Nash, Delpero & Pozzi, 2017
- Galago É. Geoffroy Saint-Hilaire, 1796 – galago
- Sciurocheirus J.E. Gray, 1872 – galagosek
- Otolemur Coquerel, 1859 – otolemur

Opisano również rodzaj wymarły:
- Laetolia T. Harrison, 2011[21] – jedynym przedstawicielem był Laetolia sadimanensis (A.C. Walker, 1987)